# Compterosmittia croizati
Compterosmittia croizati är en tvåvingeart som beskrevs av Mendes, Andersen och Ole Anton Saether 2004. Compterosmittia croizati ingår i släktet Compterosmittia och familjen fjädermyggor.
Artens utbredningsområde är Venezuela. Inga underarter finns listade i Catalogue of Life.